# هنایشن
هنایشن (به آلمانی: Hähnichen) یک شهر در آلمان است که در گورلیتس واقع شده‌است. هنایشن ۱٬۴۵۵ نفر جمعیت دارد.